# Wassili Iwanowitsch Alexejew
Wassili Iwanowitsch Alexejew (russisch Василий Иванович Алексеев; * 7. Januar 1942 in Pokrowo-Schischkino, Oblast Rjasan; † 25. November 2011 in München) war ein sowjetischer Gewichtheber. Er zählte zu den wenigen Vertretern dieser Sportart, die einen weltweiten Bekanntheitsgrad erlangten. Er gewann 1972 und 1976 die olympische Goldmedaille im Superschwergewicht und errang zahlreiche Titel bei Welt- und Europameisterschaften. In dieser Zeit stellte Alexejew 80 Weltrekorde auf, was bisher unerreicht blieb.

## Leben

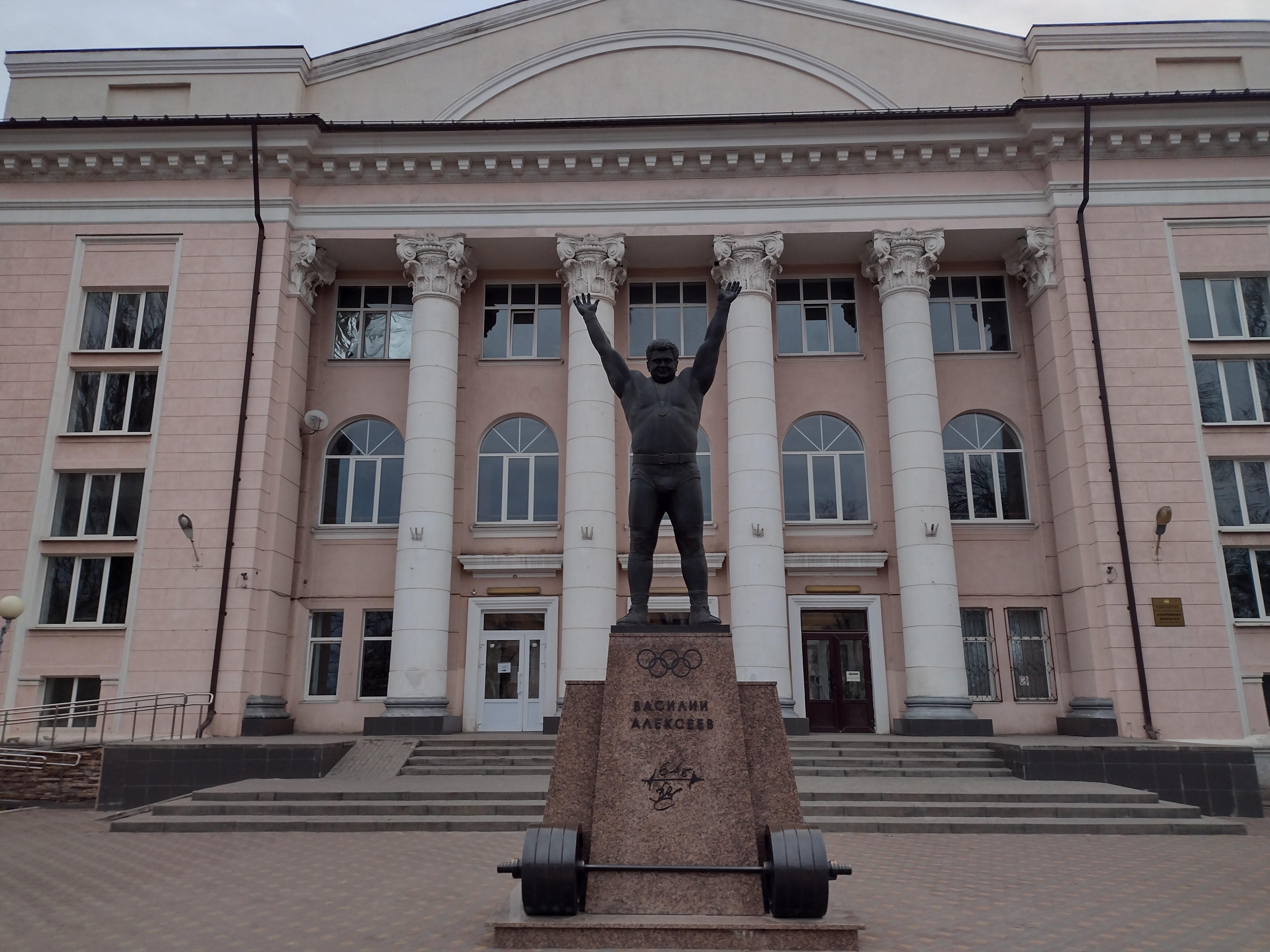
Denkmal in Schachty

Wassili Alexejew war das vierte Kind eines Fabrikarbeiters in Pokrowo-Schischkino in Zentralrussland. Als er elf Jahre alt war, zog seine Familie nach Rotschegda in der Oblast Archangelsk, wo er im Sommer regelmäßig bei Holzarbeiten half. In Archangelsk studierte er nach dem Schulabschluss am holztechnischen Institut.
Bereits seit 1955 nahm er regelmäßig an Kreis- und Oblastmeisterschaften im Gewichtheben teil und trainierte auch während seines Studiums weiter. In den 1960er Jahren arbeitete er als Schichtführer in einer Papier- und Zellulosefabrik.
Trotz seiner regionalen Erfolge war Alexejew bei der IV. Völkerspartakiade der UdSSR 1967 weitgehend unbekannt, als er den damaligen Meister Leonid Schabotinski überraschend besiegte. Bei der V. Völkerspartakiade 1970 war er bereits der „Star“ und stellte an einem Abend sieben Weltrekorde auf.
Nach seinen Erfolgen bei den Olympischen Spielen 1972 und 1976 wurde Alexejew auch international bekannt. Bei den Olympischen Spielen 1980 in Moskau hingegen konnte er bereits das Anfangsgewicht nicht bewältigen, so dass seine Erfolgsserie ein jähes Ende fand.
Seit 1980 arbeitete er als Trainer in der Stadt Schachty in der Oblast Rostow. Von 1990 bis 1992 war er Nationaltrainer der UdSSR bzw. GUS. Unter seiner Führung gewann ein Vereintes Team in Barcelona 1992 zehn Medaillen, davon fünf Goldmedaillen.
Zuletzt lebte Alexejew als Rentner in Schachty, dessen Ehrenbürger er 1996 wurde und das eine Schule nach ihm benannte. Am 25. November 2011 starb Wassili Iwanowitsch Alexejew in einer Münchener Klinik, wohin er sich zur Behandlung einer Herzerkrankung begeben hatte.

## Auszeichnungen
- 1970: Verdienter Meister des Sports
- 1972: Leninorden
- 1972: Orden des Roten Banners der Arbeit
- 1991: Verdienter Trainer der Sowjetunion
- 1999: Bester Sportler des 20. Jahrhunderts (Griechenland)

## Internationale Erfolge
(OS = Olympische Spiele, WM = Weltmeisterschaft, EM = Europameisterschaft, S = Superschwergewicht, damals über 110 kg, bis 1972 alle Wettkämpfe im olympischen Dreikampf, bestehend aus Drücken, Reißen und Stoßen, ab 1973 Zweikampf, bestehend aus Reißen und Stoßen)
- 1970: 1. Platz, Großer Preis der UdSSR in Minsk, SS, mit 600,0 kg, vor Stanislaw Batischtschew, UdSSR, 587,5 kg, und Manfred Rieger, DDR, 530 kg
- 1970: 1. Platz, EM in Szombathely, S, mit 612,5 (217,5, 170,0, 225,0) kg, vor Kalevi Lahdenranta, Finnland, 577,5 (192,5, 172,5, 212,5); Manfred Rieger, DDR, 565,0 (192,5, 162,5, 210,0)
- 1970: 1. Platz, WM in Columbus/USA, S, mit 612,5 (215,0, 170,0, 227,5) kg, vor Serge Reding, Belgien, 590,0 (215,0, 160,0, 215,0) kg; Kalevi Lahdenranta, Finnland, 577,5 (195,0, 172,0, 210,0) kg, Dube, 577,5 kg und Rieger, 555 kg
- 1971: 1. Platz, EM in Sofia, S, mit 630,0 (225,0, 172,5, 232,5) kg; vor Stanislaw Batischtschew, UdSSR, 607,5 (217,5, 170,0, 220,0); Rudolf Mang, BRD 602,5 (212,5, 175,0, 215,0)
- 1971: 1. Platz, WM in Lima, S, mit 635,0 (230,0, 170,0, 235,0) kg, vor Ken Patera, USA, 592,5 (212,5, 167,5, 212,5) kg; Ivan Atanaszov, BUL, 532,5 (195,0, 140,0, 197,0) kg
- 1972: 1. Platz, EM in Constanța, S, mit 632,5 (225,0, 175,0, 232,5) kg; vor Rudolf Mang, BRD, 630,0 (230,0, 177,5, 222,5) kg; Gerd Bonk, DDR, 565,0 (200,0, 150,0, 215,0) kg
- 1972: Goldmedaille, OS + WM in München, S, mit 640,0 (235,0, 175,0, 230,0) kg; vor Rudolf Mang, BRD, 610,0 (225,0, 170,0, 215,0) kg; Gerd Bonk, DDR, 572,5 (200,0, 155,0, 217,5) kg
- 1973: 1. Platz, Turnier in Sotschi, SS, mit, 395,0 kg, vor Stanislaw Batschtschew 390,0 kg, und Kosinzew, UdSSR, 380,0 kg
- 1973: 1. Platz, EM in Madrid, S, mit 417,5 (177,5, 240,0) kg; vor Stanislaw Batschtschew, UdSSR, 395,0 (170,0, 225,0) kg; Rudolf Mang, BRD, 387,5 (172,5, 225,0)
- 1973: 1. Platz, WM in Havanna, S, mit 402,5 (177,5, 225,0) kg; vor Rudolf Mang, BRD, 400,0 (180,0, 220,0) kg; Stanislaw Batschtschew, UdSSR, 392,5 (175,0, 225,0) kg; und Gerd Bonk, DDR, 382,5 (157,5, 225,0) kg
- 1974: 1. Platz, EM in Verona, S, mit 422,5 (187,5, 235,0) kg; vor Gerd Bonk, DDR, 402,5 (167,5, 235,0) kg; Serge Reding, Bel, 400,0 (175,0, 225,0) kg
- 1974: 1. Platz, WM in Manila, S, mit 425,0 (185,0, 240,0) kg; vor Serge Reding, Bel, 390,0 (170,0, 220,0) kg; Jürgen Heuser, DDR, 382,5 (165,0, 217,5) kg
- 1975: 1. Platz, WM + EM in Moskau, S, mit 427,5 (185,0, 242,5) kg; vor Gerd Bonk, DDR, 422,5 (180,0, 242,5) kg; Plachkow, Bulgarien, 420,0 (195,0, 225,0) kg
- 1976: Goldmedaille, OS + WM in Montreal, S, mit 440,0 (185,0, 255,0) kg; vor Gerd Bonk, DDR, 405,0 (170,0, 235,0) kg; Helmut Losch, DDR, 387,5 (165,0, 222,0) kg
- 1977: 1. Platz, WM + EM in Stuttgart, S, mit 430,0 (185,0, 245,0) kg; vor Aslanbek Jenaldijew, UdSSR, 422,0 (182,5, 240,0) kg; Jürgen Heuser, DDR, 420,0 (182,5, 237,5) kg
- 1978: 1. Platz, EM in Havířov, S, mit 415,0 (180,0, 235,0) kg, vor Jürgen Heuser, DDR, 407,5 (175,0, 232,5) kg; Gerd Bonk, DDR, 402,5 (172,5, 230,0) kg
- 1978: unplatziert, WM in Gettysburg, S, mit 3 Fehlversuchen im Stoßen; Reißen 185,0 kg
- 1980: unplatziert, OS + WM in Moskau, S, mit 3 Fehlversuchen im Stoßen; Reißen 180,0 kg

## UdSSR-Meisterschaften
(bis 1972 alle Wettkämpfe im olympischen Dreikampf, bestehend aus Drücken, Reißen und Stoßen, ab 1973 Zweikampf, bestehend aus Reißen und Stoßen)
- 1968: 3. Platz, S, mit 540,0 (190,0, 145,0, 205,0) kg; hinter Leonid Schabotinski 585,0 (195,0, 170,0, 220,0) kg und Stanislaw Batischtschew 555,0 (182,5, 165,0, 207,5) kg
- 1970: 1. Platz, S, mit 607,5 (215,0, 170,0, 222,5) kg
- 1971: 1. Platz, S, mit 640,0 (225,0, 180,0, 235,0) kg
- 1972: 1. Platz, S, mit 645,0 (235,0, 172,5, 237,5) kg
- 1973: 1. Platz, S, mit 407,5 (177,5, 230,0) kg
- 1974: 1. Platz, S, mit 420,0 (180,0, 240,0) kg
- 1975: 1. Platz, S, mit 422,5 (177,5, 245,0) kg
- 1976: 1. Platz, S, mit 435,0 (185,0, 250,0) kg